# Iris Flores
Iris Alexsandra Flores Quispe (El Alto, Bolivia; 29 de agosto de 2000) es una estudiante universitaria y política boliviana que ocupó el cargo de presidenta del Concejo Municipal de la ciudad de El Alto desde el 3 de mayo de 2021 hasta el 4 de mayo de 2022. Cabe mencionar que Flores se ha convertido en una de las primeras autoridades bolivianas que nacieron en del siglo XXI junto a Cielo Veizaga.

## Biografía
Iris Flores Quispe nació el 29 de agosto de 2000 en el barrio de Villa Dolores de la ciudad de El Alto. Comenzó sus estudios escolares en 2007 saliendo bachiller del Colegio Abel Iturralde Palacios el año 2018.
En 2019, Iris flores ingresó a  estudiar la carrera de ciencias de la educación en la Universidad Pública de El Alto (UPEA) pero decidió ingresar a la política boliviana participando en las Elecciones subnacionales de Bolivia de 2021 como candidata al  cargo de concejal de la ciudad de El Alto en representación del partido político Jallalla La Paz, liderado por al abogado Leopoldo Chui. 
Iris Flores logra logró ser parte del concejo municipal, debido a la alta votación que Eva Copa Murga recibió en las elecciones subnacionales, logrando de esa manera conseguir 8 concejales de los 11 concejales de El Alto.  

### Presidenta del Concejo Municipal de El Alto desde 2021
El 3 de mayo de 2021, el concejo municipal decide elegir por mayoría a Iris Flores Quispe de apenas 20 años de edad, como la nueva presidenta del Concejo Municipal de El Alto, el cual es el segundo municipio más poblado de Bolivia de entre los 340 municipios que conforman el país